# احمد الستی
احمد الستی (متولد سال ۱۳۲۷ در مشهد) پژوهشگر سینما، مترجم و عضو هیئت علمی دانشگاه تهران، استاد و مدیرگروه رشتهٔ سینما در پردیس هنرهای زیبای دانشگاه تهران است.

## زندگی
او در سال ۱۳۲۷ در مشهد به دنیا آمد و اکنون ساکن تهران است. پس از فارغ‌التحصیلی از دانشکدهٔ هنرهای دراماتیک تهران در رشتهٔ سینما، برای ادامهٔ تحصیل به آمریکا رفت و مدرک کارشناسی ارشد زیباشناسی و پس از آن دکتری زیباشناسی سینمای خود را از دانشگاه تگزاس در دالاس، دریافت نمود. الستی کارشناسی ارشد را با پایان‌نامه‌ای با عنوان A Comparison of the Ethnographic Filmmaking of Robert Flaherty and Jean Rouch 1984 به پایان رساند و عنوان رسالهٔ دکتری او نیزThe American Documentary Films of the Vietnam War 1992 بوده‌است. پس از پایان تحصیلات به ایران بازگشت و در دانشگاه هنر تهران مشغول تدریس شد. بعد از حدود یک سال دوباره به آمریکا مراجعت کرده و به  کمپانی سینمارک  پیوست. بعد از بازگشت دوباره به ایران مجدداً به تدریس در دانشگاه هنر تهران پرداخت. او عضو هیئت علمی دانشگاه هنر و دانشکده سینما و تئاتر در سال‌های ۱۳۷۱ تا ۱۳۷۵ و سپس ۱۳۸۵ تا ۱۳۸۸ بوده‌است. الستی در پی حوادث انتخابات ریاست جمهوری سال ۱۳۸۸ از دانشگاه هنر کنار گذاشته شد. پس از آن جذب دانشگاه تهران شده و تاکنون نیز مشغول تدریس در دانشگاه تهران است. وی از سال ۱۳۷۷ تاکنون مدیر آموزش مدرسهٔ فیلم تهران بوده‌است.همچنین از سال 1402 تا کنون به عنوان استاد مدعو دانشکده هنر دانشگاه دامغان مشغول فعالیت هستند.

## فعالیت‌ها
الستی علاوه بر دانشگاه هنر و دانشگاه تهران در دانشگاه‌های ایالتی تگزاس در دالاس، سوره، صدا و سیما و مرکز اسلامی آموزش فیلمسازی نیز به عنوان استاد حضور داشته‌است و همچنین مشاور موزه هنر دالاس در ایالت تگزاس نیز بوده‌است. وی جشنوارهای سینمایی شکسپیر روی پرده سینما، زنان در قاب و گلاسنوست را در دانشگاه ایالتی تگزاس در سال‌های ۱۹۸۸، ۱۹۸۹، ۱۹۹۰ برگزار کرده‌است. او به همراه پروفسور کلائوس اشتانیک، فیلمساز و مدرس آلمانی، مدیریت پروژه مشترک مؤسسه آموزش عالی سوره و دانشگاه فیلم و تلویزیون آلمان به نام «پل۱» و «پل۲» را بر عهده داشت. «پل۱» (۲۰۰۶–۲۰۰۵ میلادی) ساخت هفت فیلم کوتاه مستند و داستانی و «پل۲» (۲۰۰۸–۲۰۰۷ میلادی) ساخت هشت فیلم کوتاه مستند توسط دانشجویان آلمانی و ایرانی در آلمان بود. او همچنین به ایراد سخنرانی‌ها و برگزاری کارگاه‌های بی‌شماری در مورد سینما با عناوین متنوعی پرداخته‌است که از جملهٔ آن‌ها می‌توان به «مستند هم به قصه نیاز دارد!»، «ضرورت تجربه‌گرایی در سینما»، «ریتم در فیلم کوتاه»، «ویدئو آرت: هنر پیشرو»، «زیبایی‌شناسی فیلم کوتاه»، «ساختار فیلم کوتاه»، «ساختارهای مدرن سینما و ادبیات»، «بررسی تطبیقی آموزش‌های دانشگاهی سینما در ایران و جهان» می‌توان اشاره نمود.

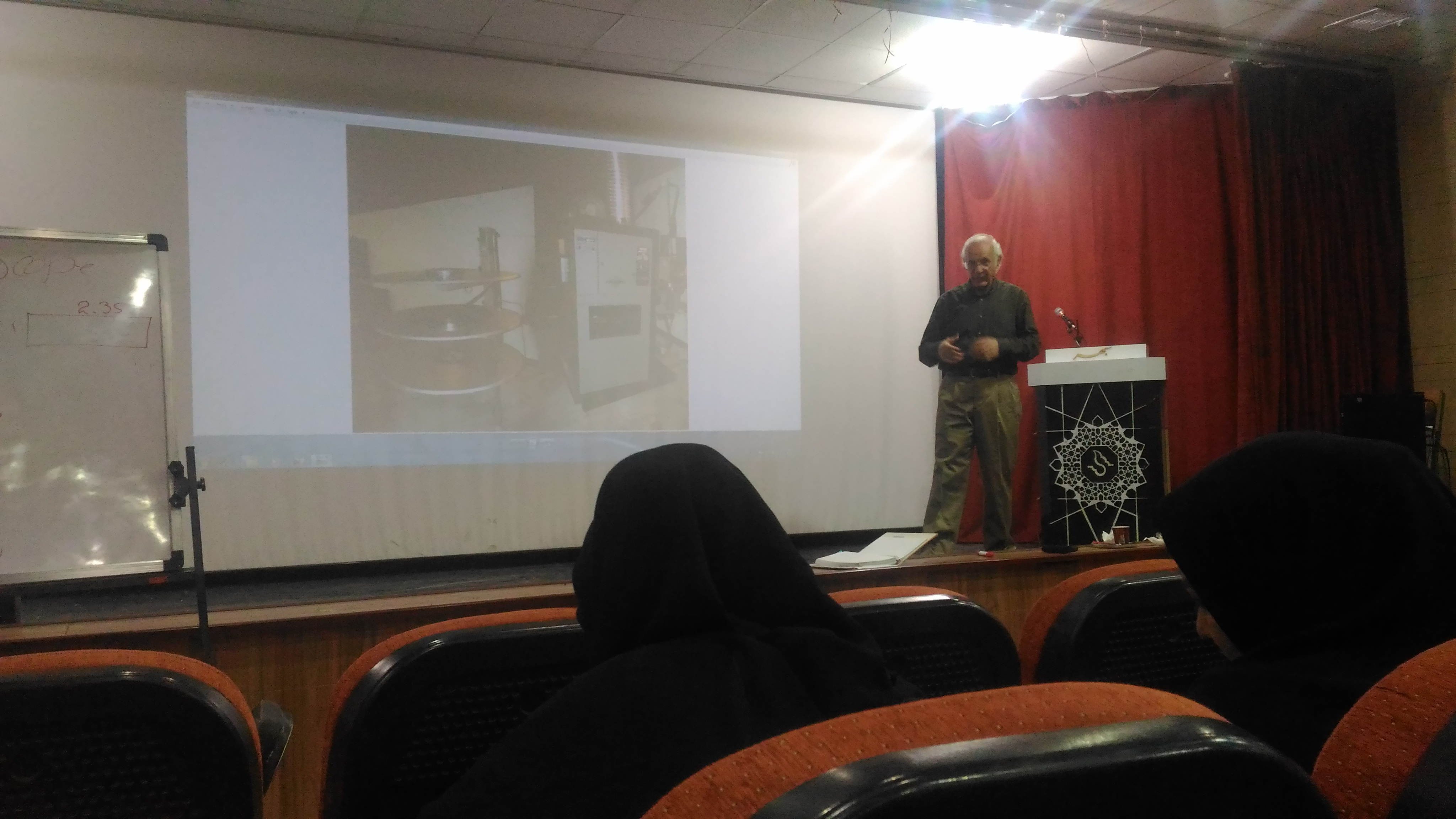
احمد الستی در حال تدریس در دانشگاه سپهر اصفهان

## داوری‌ها
او علاوه بر فعالیت‌های پژوهشی، سابقهٔ عضویت در هیئت داوران جشنواره‌های خارجی مانند هیئت انتخاب فستیوال فیلم آمریکا در دالاس در دو سال پیاپی ۱۹۸۸ و ۱۹۸۹ را در کارنامهٔ خود دارد. علاوه بر این عضو هیئت داوران جشنواره‌های داخلی از جمله جشنواره‌های فیلم کوتاه تهران، رشد، سینما حقیقت، آیینه و آفتاب، مستند کیش، پروین اعتصامی، عضو هیئت داوران اولین دورهٔ جشنواره «ابداع» دوبی سال ۱۳۸۰، و از اعضای هیئت داوران اولین دورهٔ جشنواره فیلم دانشگاه تهران در سال ۱۳۸۹ نیز بوده‌است.

## جوایز و افتخارات
احمد الستی در سال ۱۹۸۲ شاگرد ژان روش، مستندساز فرانسوی بوده‌است و در ۲۲ آذر ماه سال ۱۳۹۵ لوح افتخاری عضویت بنیاد ژان روش در موزهٔ سینما، توسط مینا راد، به‌نمایندگی از بنیاد ژان روش، به ایشان اعطا شد. علاوه بر این او دانشجوی مورخ شهیر سینمای آمریکا چارلز هارپول و دراماتورگ صاحب‌نام آمریکایی رابرت کوریگان و هنرمند فقید کازویو ساکائی و افرادی چون پاول موناکو، امیلی دوبریگارد و پیتر لو نیز بوده‌است.

## لیست داوری‌ها
- ۱۳۸۶- پنجمین جشنواره فیلم کوتاه نهال، دانشگاه هنر
- ۱۳۸۷- دومین دورهٔ جشنوارهٔ سینما حقیقت، هیئت داوران فیلم‌های بلند و کوتاه بین‌الملل[۱۶]
- ۱۳۹۱- چهل و دومین جشنواره بین‌المللی فیلم رشد، تهران[۱۷]
- ۱۳۹۴- دوازدهمین جشنواره فیلم کوتاه نهال، دانشگاه هنر[۱۷]
- ۱۳۹۴- نهمین دورهٔ جشنوارهٔ سینما حقیقت، هیئت داوران مستندهای کوتاه و نیمه بلند[۱۸]
- ۱۳۹۵- هیئت داوران نخستین جشنواره فیلم کوتاه رهایی[۱۹]
- ۱۳۹۶- هیئت داوران دوازدهمین جشنواره ملی فیلم کوتاه مستند و داستانی رضوی یزد[۲۰]
- 1400- رئیس هیئت داوران دومین جشنواره سراسری فیلم کوتاه آسمان (مستند،داستانی، پویانمائی، نماهنگ و طدح فیلنمامه) شهرری_باقرشهر

## آثار
- مستند علف، سه روایت و یک مقدمه، مریان کالدول کوپر، مارگریت التون هریسون، ارنست بومونت شودساک، احمد الستی (مترجم)، ناشر: آوند دانش، ۱۳۹۴.
- هنر دقت (کلام و تصویر در مردم نگاری)، مایکل اوپیتس، احمد الستی، ترجمهٔ محمد همتی، ناشر: بنگاه ترجمه و نشر کتاب پارسه، ۱۳۹۳.